# Францисканский монастырь в Тюбингене
Францисканский монастырь в Тюбингене (нем. Franziskanerkloster Tübingen) — бывший францисканский монастырь, располагавшийся в баден-вюртембергском городе Тюбинген с 1272 года и до времён Реформации; был основан при поддержке пфальцграфа Генриха Тюбингенского, включал в себя кладбище и церковь Богородицы.

## История и описание
В 1272 году при поддержке пфальцграфа Генриха фон Тюбингена на месте сегодняшней улицы Коллегиумсгазе в городе Тюбинген было основано отделение Францисканского ордена, основанного на пол-века ранее. Монастырь стал вторым в городе после монастыря августинцев; он включал в себя кладбище и церковь, посвященную Богородице.
Вскоре изначально скромный монастырь существенно расширился и спустя десять лет после основания управлял рядом крупных земельных владений. Примерно с середины XIV века в монастыре стала практиковаться выдача пребенды, что противоречило францисканскому принципу личной бедности священнослужителей. Только при содействии графинины Мехтильды фон Вюртемберг в 1446 году строгий завет бедности был возвращен в практику. Монастырская собственность была передана тюбингенской больнице, которая в ответ внесла 200 талеров на расширение местной библиотеки. В последующий период последовало активное развитие монастырской духовной жизни: в Тюбингене были сформулированы реформы монашеского уклада, проведенные в других монастырях — включая обители в Хорбе, Роттенбурге и Нюртингене.
В 1476 году почти половина монастырских зданий сгорела, но вскоре была восстановлена и влияние монастыря продолжило расти. В 1510—1518 годах обитель в Тюбингене стала отвечать за все францисканские монастыри региона (Швабии). После основания Тюбингенского университета в 1477 году, в монастыре были созданы собственные учебные отделения и францисканцы стали лекторами по философии и теологии; их публикации были известны далеко за пределами города. Так в 1485 году 24-летний Пауль Скрипторис стал «хранителем» монастыря: он занимал данный пост два срока, до 1501 года, а его богословские лекции получили широкое признание. В 1501 году он был освобожден от должности по обвинению в ереси и переведен в Базель, откуда в 1502 отправился в Рим.
В ходе Реформации, в 1535 году, монашеская община была распущена герцогом Ульрихом фон Вюртембергом: опустевшие здания обители были разрушены пожаром 1540 года. В период между 1588 и 1592 годами на месте монастыря было построено новое здание Рыцарской академии.
Монастырь также считается колыбелью немецкоязычных исследований по России: 29 апреля 1525 г. Карл V торжественно принял русских послов в Алькасаре Толедо. На обратном пути послы проехали через Барселону, Тюбинген, Вену и Краков, вернувшись в Москву в апреле 1526 г. В Тюбингене делегация остановилась на ночь во францисканском монастыре, где ее допрашивал гуманист и впоследствии католический епископ Вены Иоганн Фабри (1478–1541). Впоследствии стенограмма беседы была опубликована в виде брошюры под названием Ad Serenissimum Principem Ferdinandum Archiducem Austriae, Moscovitarum iuxta mare glaciale religio (Basileae 1526). Она считается началом немецкоязычных исследований по России, из которой также черпал свое вдохновение писатель и историк Барон Сигизмунд фон Герберштейн (1486–1566).